# Ѕ (слово ћирилице)
Ѕ је ћирилично слово које има фонетску вредност .
Ово старо слово је данас карактеристично једино за македонско писмо, док као глас и данас постоји у појединим крајевима Србије, Црне Горе и Бугарске. Током стандардизације црногорског језика, Војислав П. Никчевић залагао се за увођење слова Ѕ, али његов предлог није прихваћен.
У словачком језику такође постоји слово које производи овај звук, али се пише као латинична лигатура dz.

## Глас /dz/ у стандардном македонском језику
Упркос изостанку његове разликовне функције и ограниченом броју лексема у којима се појављује, у савременом македонском стандардном језику /dz/ има статус фонема. Одбор за стандардизацију македонског језика и правописа увео је слово Ѕ дана 4. децембра 1944. године, након што је десет чланова гласало за а један против. Као главни разлог, наводи се очување односа /ts/ : /dz/. Иако нема разликовну функцију, ипак се глас /dz/ у свести говорника македонског језика јасно издваја. Иако је у старословенском стајало између Ж и З, у македонском слово Ѕ стоји иза З.

### Правопис
У стандардном македонском језику, глас /dz/, звучни пандан гласа /ts/, налази се у врло ограниченом броју случајева.
Глас /dz/ се најчешће налази пред вокалом (постоје комбинације /dz/ са свим вокалима): ѕид, ѕирне и ѕирка, (про)ѕирка (ж.), наѕира (и наѕре), приѕира и приѕирне, ѕиври, ѕемне и изѕемне (дијал. иѕемне), се проѕева, проѕевка, ѕевгар, ѕенѕа, ѕенѕер, Ѕака, Ѕана, Ѕоѕе, Ѕунѕуровска, ѕуни, ѕуница (дијал. ѕунка), ѕумба, уѕур.
У осталим случајевима, тј. кад је уз њега сугласник, тај сугласник мора бити сонант:
- ако /dz/ стоји испред, иза је или /v/ или /r/: ѕвезда, ѕвер, ѕвечи, ѕвиска, ѕвони, се оѕвива и се оѕв(и)е, ѕрцки, ѕрцала, наѕре, се обѕира и се обѕр(н)е;[2]
- ако /dz/ стоји иза, испред је скоро искључиво /n/: јанѕа – јанѕи, баланѕа, ганѕа се, ганѕало, ѕенѕа, ѕенѕер, мунѕоса, панѕур, толкунѕа, малкунѕа, трошинѕа; кленѕа (и кленца), мранѕул (или мразулец, дијал. мранѕулец); чује се и мамѕер, али се обично употребљава мамзер.[2]

Слово S се никада не појављује на крају речи.
Слово Ѕ не пише се у речима: зева, наɡзор, нозе, презир.

### Глас /dz/ у македонским дијалектима
Глас /dz/ се појављује:
- у групама ЅВ, ЅР, НЅ, ЛЅ, РЅ, ГЅ: ѕваница, бр(о)нѕа, бенѕин, менѕа, солѕа, молѕе и измолѕе, ѕарѕават, терѕија, белегѕија – мак. званица, бронза, бензин, менза, солза, молзе и измолзе, зарзават, терзија, белегзија; ср. званица, бронза, бензин, менза, суза, музе (мусти) и измузе (измусти), зарзават (зȅлēн, поврће), терзија, белензук(а) (наруквица);
- испред вокала: ѕаден, ѕадник, ѕадниште / ѕадњиште, ѕамба / ѕумба / ѕьмба, ѕарѕават, Ѕафир, блаѕе, ѕемна, еѕеро, ѕима, ѕимбил, ѕифт – мак. заден, задник, задниште, замба, зарзават, Зафир, блазе, земја, езеро, зима, зимбил / зембиљ, зифт; ср. задњи, задњик (задњица), задњиште, зумба (шило или железни печат), зарзават, Зафир, блȁго, земља, језеро, зима, зембиљ, зифт;
- као резултат сибиларизације /g/: кофчеѕи, бубреѕи, белеѕи, полоѕи, по(т)праѕи, помоѕи, *друѕи (мак. и ср. ковчези, бубрези, белези, полози, по(т)прази (колани), помози, *друзи (другови)), долѕи (мак. долги; ср. дуги);
- у множинском облику ноѕе (мак. нозе; ср. ноге);
- на међуморфемској граници: оѕатне, оѕеме, наѕемe – мак. одзатне, одземе, надземе, ср. одзатнути (отчепити, отпушити), од(у)зети, *над(у)зети (узети више него што је потребно).[4]

## Глас /dz/ у српском језику
Слово Ѕ је из српске азбуке избачено реформом Вука Караџића у 19. веку, јер у његовом завичају (као ни у оном Саве Мркаља) глас њиме представљен данас не постоји.
Упркос томе, слово Ѕ је дио Мајкрософтове српске ћириличне тастатуре.
Глас /dz/ и даље постоји у зетско-рашком, косовско-ресавском, призренско-јужноморавском, сврљишко-заплањском и тимочко-лужничком дијалекту српског језика.

### Зетско-рашки дијалекат

#### Цетињско-барски говори
Глас /dz/ се појављује на почетку речи (ѕвоно, ѕеница, ѕуби – у стандардном говору звоно, зеница, зуби), као производ сибиларизације Х (ораѕи, сиромаѕи – ораси, сиромаси) и у неким посуђеница из других језика (ѕанат, шанѕа – занат, шанса).

#### Озринићко-броћански и бјелопавлићко-васојевићки говори
Овај глас ретко појављује у овим говорима, углавном у речима романског порекла.

#### Сјеничко-новопазарски поддијалекат
Глас /dz/ се појављује у разним речима домаћег и страног порекла, као у ѕвоно, ѕеница, ѕуби, ѕвијезда, јеѕеро, бронѕин, ѕевојка, Реѕо, Ѕиле и др.

### Косовско-ресавски дијалекат
Консонантски систем овог дијалекта садржи почетну групу ЅВ (ѕвезда, ѕвер, ѕвоно). Исти глас се појављује и у умањеницама и властитим именима. Понегде се појављује и група БЅ (као у бѕова) и глас у посуђеницама из румунског и албанског језика. Подручје овог дијалекта има глас /dz/ прилично распрострањен, нарочито у пограничним говорима.

### Призренско-јужноморавски дијалекат
Глас /dz/ се појављује у консонантском систему овог дијалекта у почетном и средишњем међуморфемском положају и у топонимима (пример: ѕвоно, ѕидина).

### Сврљишко-заплањски дијалекат
Глас /dz/ се ређе јавља у овом дијалекту, али је присутан у неким речима, као ѕвона, ѕид, поѕади.

### Тимочко-лужнички дијалекат
И у овом дијалекту се овај глас јавља у ограниченим примерима, као у ѕвезда, ѕвоно, наѕрнул (завирио).

## Рачунарски кодови
| Знак                      | Ѕ                           | Ѕ                           | ѕ                         | ѕ                         | Ꙅ                                    | Ꙅ                                    | ꙅ                                  | ꙅ                                  | Ꙃ                             | Ꙃ                             | ꙃ                           | ꙃ                           |
| ------------------------- | --------------------------- | --------------------------- | ------------------------- | ------------------------- | ------------------------------------ | ------------------------------------ | ---------------------------------- | ---------------------------------- | ----------------------------- | ----------------------------- | --------------------------- | --------------------------- |
| Назив у Уникоду           | CYRILLIC CAPITAL LETTER DZE | CYRILLIC CAPITAL LETTER DZE | CYRILLIC SMALL LETTER DZE | CYRILLIC SMALL LETTER DZE | CYRILLIC CAPITAL LETTER REVERSED DZE | CYRILLIC CAPITAL LETTER REVERSED DZE | CYRILLIC SMALL LETTER REVERSED DZE | CYRILLIC SMALL LETTER REVERSED DZE | CYRILLIC CAPITAL LETTER DZELO | CYRILLIC CAPITAL LETTER DZELO | CYRILLIC SMALL LETTER DZELO | CYRILLIC SMALL LETTER DZELO |
| Врста кодирања            | децимална                   | хексадецимална              | децимална                 | хексадецимална            | децимална                            | хексадецимална                       | децимална                          | хексадецимална                     | децимална                     | хексадецимална                | децимална                   | хексадецимална              |
| Уникод                    | 1029                        | U+0405                      | 1109                      | U+0455                    | 42564                                | U+A644                               | 42565                              | U+A645                             | 42562                         | U+A642                        | 42563                       | U+A643                      |
| UTF-8                     | 208 133                     | D0 85                       | 209 149                   | D1 95                     | 234 153 132                          | EA 99 84                             | 234 153 133                        | EA 99 85                           | 234 153 130                   | EA 99 82                      | 234 153 131                 | EA 99 83                    |
| Нумеричка референца знака | &#1029;                     | &#x405;                     | &#1109;                   | &#x455;                   | &#42564;                             | &#xA644;                             | &#42565;                           | &#xA645;                           | &#42562;                      | &#xA642;                      | &#42563;                    | &#xA643;                    |
| Code page 855             | 137                         | 89                          | 136                       | 88                        |                                      |                                      |                                    |                                    |                               |                               |                             |                             |
| Windows-1251              | 189                         | BD                          | 190                       | BE                        |                                      |                                      |                                    |                                    |                               |                               |                             |                             |
| ISO-8859-5                | 165                         | A5                          | 245                       | F5                        |                                      |                                      |                                    |                                    |                               |                               |                             |                             |
| Macintosh Cyrillic        | 193                         | C1                          | 207                       | CF                        |                                      |                                      |                                    |                                    |                               |                               |                             |                             |

## Слична слова
- Ꚉ (ћириличко) — Ћириличко слово Дз-з
- Dz (латинично) [] — Латиничко слово